# Peter de Waal (voetballer, 1985)
Peter de Waal (Sanfya, 9 april 1985) is een Nederlands voormalig voetballer die als verdediger speelde.
De Waal maakte zijn debuut in het betaalde voetbal op 9 april 2004 in de wedstrijd FC Den Bosch-AGOVV Apeldoorn (1-2), toen hij na 90 minuten inviel voor Remon de Vries. In het betaald voetbal kwam hij uit voor AGOVV Apeldoorn (2003–2007) en speelde daarna tot oktober 2012 bij de amateurs van CSV Apeldoorn.

## Clubstatistieken
| Seizoen | Club   | Land      | Competitie     | Duels | Goals |
| ------- | ------ | --------- | -------------- | ----- | ----- |
| 2003/04 | AGOVV  | Nederland | Eerste divisie | 5     | 0     |
| 2004/05 | AGOVV  | Nederland | Eerste divisie | 16    | 0     |
| 2005/06 | AGOVV  | Nederland | Eerste divisie | 19    | 1     |
| 2006/07 | AGOVV  | Nederland | Eerste divisie | 29    | 0     |
| Totaal  | Totaal | Totaal    | Totaal         | 69    | 1     |